# عمليات مصرفية استهلاكية

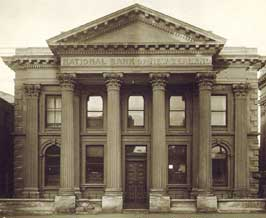

عمليات مصرفية استهلاكية (بالإنجليزية: Consumer Banking) والمعروف أيضا باسم الخدمات المصرفية للأفراد هو تقديم الخدمات من قبل البنك للمستهلكين الأفراد، وليس للشركات والمؤسسات أو البنوك الأخرى. وتشمل الخدمات التي تقدمها حسابات التوفير والحسابات المعاملات، والرهون العقارية والقروض الشخصية وبطاقات السحب الآلي وبطاقات الائتمان. ويستخدم هذا المصطلح عادة للتمييز بين هذه الخدمات المصرفية من الخدمات المصرفية الاستثمارية والخدمات المصرفية التجارية أو المصرفية بالجملة. ويمكن أيضا أن تستخدم للإشارة إلى قسم أو إدارة أحد البنوك التي تتعامل مع عملاء التجزئة.
في الولايات المتحدة يتم استخدام البنك التجاري المدى لبنك الطبيعي لتمييزه عن بنك الاستثمار. بعد الكساد الكبير، من خلال قانون جلاس ستيجال، يطلب من الكونغرس الأمريكي أن البنوك المشاركة فقط في الأنشطة المصرفية، في حين كانت البنوك الاستثمارية تقتصر على أنشطة أسواق رأس المال. ألغي هذا الفصل في 1990s. يمكن البنك التجاري أيضا الرجوع إلى أحد البنوك أو تقسيم للبنك التي تتعامل في الغالب مع الودائع والقروض من المؤسسات أو الشركات الكبيرة، بدلا من أفراد الجمهور (الخدمات المصرفية للأفراد).